# Käthe Reichel
Pour les articles homonymes, voir Reichel.
Käthe Reichel (pseudonyme de Waltraud Reichelt), née à Berlin le 3 mars 1926 et morte à Buckow, dans l'arrondissement de Märkisch-Pays de l'Oder, au Brandebourg, le 19 octobre 2012 , est une actrice allemande et une militante pour la paix.

## Biographie
Käthe Reichel est inhumée au cimetière français de Berlin.

## Filmographie partielle
- 1973 : La Légende de Paul et Paula (Die Legende von Paul und Paula) de Heiner Carow
- 1980 : La Fiancée (Die Verlobte) de Günther Rücker (de) et Günter Reisch
- 1992 : Le Mystère de la salle d'ambre jaune (Die Spur des Bernsteinzimmers) de Roland Gräf

## Distinctions
- Ordre du mérite de l'État de Berlin (de)

## Postérité
Jeanette Hain tient le rôle de Käthe Reichel dans L'Adieu : Le Dernier Été de Brecht (2000) de Jan Schütte.